# Bodzianske Lúky
Bodzianske Lúky (węg. Bogyarét) – wieś i gmina (obec) w powiecie Komárno w kraju nitrzańskim na Słowacji, sama wieś pierwszy raz wzmiankowana w 1387 roku.
W 2011 roku Bodzianske Lúky zamieszkiwały 203 osoby, około 92% mieszkańców stanowili Węgrzy, 7% Słowacy.